# Rackwitz
Rackwitz là một đô thị trong huyện Nordsachsen, bang tự do Sachsen, nước Đức. Đô thị Rackwitz có diện tích 39,92 km², dân số thời điểm ngày 31 tháng 12 năm 2005 là 5489 người.